# Monique Éwanjé-Épée
Monique Éwanjé-Épée Lewin, francoska atletinja, * 11. julij 1967, Poitiers, Francija.
Nastopila je na poletnih olimpijskih igrah v letih 1988, 1992 in 1996, leta 1988 je osvojila sedmo mesto v teku na 100 m z ovirami. Na svetovnih dvoranskih prvenstvih je osvojila naslov podprvakinje v teku na 60 m z ovirami leta 1991, na evropskih prvenstvih naslov prvakinje v teku na 100 m z ovirami leta 1990, na evropskih dvoranskih prvenstvih pa dve srebrni in bronasto medaljo v teku na 60 m z ovirami.